# Angie Bainbridge
Angie Lee Bainbridge (Newcastle, Australia, 16 de octubre de 1989) es una nadadora australiana de estilo libre especializada en la distancia de 200 m.
En los Juegos Olímpicos de Pekín 2008 obtuvo la medalla de oro en los 4 × 200 m libres formando parte del equipo australiano.
En 2009, recibió la medalla de la Orden de Australia, "por los servicios prestados al deportes, como medallista de oro en Pekín 2008".